# Nostra Novela
Nostra Novela (Nostra novel·la, utilitzant grafies anteriors a l'acord ortogràfic de Castelló) subtitulada revista literària popular va ser una revista literària valenciana fundada el 17 de maig de 1930 per un grup de joves provinent del Cercle de Belles Arts de València. Va ser publicada amb una periodicitat setmanal des del 17 de maig del 1930 i l'11 de juliol de 1931.
La direcció literària va recaure en Almela i Vives, la direcció artística en Josep Sabina i entre els col·laboradors hi hagué diferents membres de la generació de 1930, com Faust Hernández, Enric Duran, Josep Bolea, Maximilià Thous Llorens, Adolf Pizcueta i Antoni Vercher. La majoria dels escriptors estaven vinculats a Taula de Lletres Valencianes, si bé ambdues empreses eren clarament independents.
Pel que fa al contingut, la publicació estava fortament inspirada en El Cuento del Dumenge, fent concessions literàries i sense seguir una ortografia depurada per tal de fer que els lectors s'habituaren a llegir en valencià. Tot i això, des del grup promotor, amb membres de Taula de Lletres Valencianes, i per tant, impulsors de les Normes de Castelló pocs anys després, es tindrà gran preocupació per la cura ortogràfica, tenint en este aspecte major qualitat tant ortogràfica com gramatical. La temàtica de les obres, per motius semblants de buscar un major públic encara que això afectara a la qualitat literària, tendia cap al costumisme. Aparegueren 61 quaderns fins a l'11 de juliol de 1931.

## Història
Editada per un equip dirigit per Francesc Almela i Vives, però en el qual també hi havia Adolf Pizcueta, Enric Duran i Tortajada, Maximilià Thous i Llorenç, Josep Bolea i Faust Hernández Casajuana, va publicar exclusivament prosa narrativa per tal d'estimular l'aparició de nous autors. A més a més, cada lliurament estava il·lustrat per un artista diferent. Va ésser un intent de trobar un mercat per a les publicacions en català que intentava acostar la lectura en la pròpia llengua als possibles consumidors de novel·la curta. Donades aquestes premisses, és normal que entre les publicacions que feren abundés l'estil de fulletó i les trames sentimentals simples.
Publicà 61 números, amb texts de Maximilià Thous i Llorens, Rafael Martí Orberà, Emili Fornet, Eduard Buïl, Ll. Martí, Ll. Guarner, Morante i Borràs, J. Peris Celda, Carles Salvador, Francesc Carreres de Calatayud, Vicenta Matalí i d'altres i amb il·lustracions d'A. Vercher, Vidal Corella, Rafael Pérez Contel, Josep Renau, Roc Minué, Francesc Carreño, J. Mateu, etc.
Ortogràficament, s'acostà a poc a poc a les normes generals. Els volums, d'un format petit, tenien de 30 a 50 pàgines. Apareixia com a publicació de la secció de literatura del Cercle de Belles Arts.